# Élections générales anglaises de mars 1679
 (juin 2017).
Les élections générales anglaises de mars 1679 se sont déroulées en Angleterre en 1679. Ces élections sont remportées par le parti de l'Exclusion Bill[réf. nécessaire].